# Pyro (Rapper)
Pyro (bürgerlich Daniel Kern, geboren 1981 in Basel) ist ein Schweizer Rapper und Songwriter.

## Karriere
Pyro veröffentlichte 2008 sein Debütalbum Hoffnigsfungge und 2012 das Album Schatteboxe. 2013 nahm er an 1 City 1 Song teil. 2015 veröffentlichte er mit Crosby Bolani die in Kapstädter Townships aufgenommene EP The World is my Hood. 2017 veröffentlichte er sein drittes Album "Rohkost". Zudem war er als Gast von Collie Herb mit einem Benefiz-Rap für Be Aware And Share. vertreten. 2018 folgte die Single "Kinder blyybe" und 2019 legte er mit der Single Tauche nach. Für Rapmusiker unüblich nimmt er auch an Punk-, Jazz- und Klassik-Projekten teil. Drei seiner Alben konnten sich in der Schweizer Hitparade platzieren. Pyro war ausserdem auch Teil des Projektes 1 City 1 Song, das über 100 Rapper aus Basel vereinte und durch Black Tiger realisiert wurde. Mit dem Basler Liedermacher Roli Frei spielte er in den letzten Jahren Akustikkonzerte, unter anderem auch im KKL Luzern oder den Katakomben der IWB, Basel (Filter 4). 2019/2020 spannte er und die Reggae-Posse Schwellheim zusammen, um Live-Konzerte zu spielen. 2021 releaste er sein viertes Solo-Album Superlative das auf Platz 6 in den Schweizer Charts landete.
Als Mitglied der Crew „VinylBros“ und des Kollektivs „Rappartment“ ist er zudem in diversen Formationen unterwegs.